# Dialecte
Ne doit pas être confondu avec Langue régionale ou Variété régionale.
Un dialecte (du bas latin dialectus, du grec διάλεκτος / diálektos, de διαλέγομαι / dialégomai « parler ensemble ») est, au sens large, une variété linguistique propre à un groupe d'utilisateurs déterminés.
Toute langue naturelle d'une certaine extension démographique présente des dialectes.

## Présentation
La notion de dialecte était, à l'origine, utilisée notamment pour désigner les variétés géographiques d'une langue (on parle aussi de régiolecte et de géolecte). Du point de vue de la dialectologie et de la géographie linguistique, un dialecte est un sous-ensemble géographique de variétés linguistiques présentant certains traits propres qui le caractérisent parmi les autres éléments de la même langue. Ainsi, certains linguistes refusent le caractère de dialecte proprement dit à des variétés (ou ensembles de variétés) clairement délimitées géographiquement, au motif qu'elles ne présentent pas de traits propres et caractéristiques,.
Hormis dans le cas des situations insulaires, la division d'une langue en dialectes clairement différenciés est toutefois fréquemment malaisée. Les changements linguistiques ne se produisent pas instantanément, mais se diffusent lentement dans l'espace à partir de leurs foyers, et la plupart des langues se présentant sous la forme d'un continuum plutôt que d'une juxtaposition d'unités dialectales bien différenciées,.
Dans un sens plus large, le terme de dialecte désigne toute modalité langagière particulière. Le concept a en particulier été étendu à celui de dialectes sociaux (ou sociolectes), variétés linguistiques associées à un contexte communicatif déterminé, étudiés notamment par la sociolinguistique.
Un autre usage du terme dialecte, relié spécifiquement aux endroits avec un langage familier comme l'Italie (voir it:dialetto), la France (voir patois), et les Philippines,, a un sous-entendu péjoratif et souligne le statut subordonné politique et social d'une langue non-nationale comparé à la seule langue officielle. Autrement dit, elle n'est pas dérivée de la langue politiquement dominante et elle n'en est pas une variante, mais elle est une langue séparée et évoluée de manière indépendante, quoiqu'elle soit souvent reliée historiquement ou génétiquement à la langue dominante. Cet usage du terme, contrairement au sens principal, indique que la langue standardisée ne serait pas considérée comme un « dialecte », puisqu'elle est la langue dominante dans une région, à cause de prestige linguistique, statut social ou politique (par exemple, la langue officielle), prédominance, ou la totalité de ces possibilités. Ainsi, ces « dialectes » ne sont pas des dialectes ou des variétés d'une langue particulière dans le même sens que le premier usage de ce mot.
Cependant, il est possible qu'un dialecte partage ses racines avec la même sous-famille que la langue dominante et peut-être, à un degré variable, partager un peu d'intelligibilité mutuelle avec la langue dominante. Mais souvent les dialectes n'ont pas évolué étroitement avec la langue dominante, ou avec le même sous-groupe linguistique, ou la communauté de parole de la langue dominante. Le dialecte est possiblement plus adéquatement approprié pour les critères d'une langue séparée. Utilisé dans ce sens, le terme "dialecte" implique une connotation politique, souvent en référence aux langues avec moins de prestige (quoi qu'il en soit de leur degré de distance avec la langue dominante), ou aux langues sans appui institutionnel, ou aux langues perçues comme inadéquates pour l'écriture. Le terme "dialecte" est aussi utilisé de manière populaire en référence aux langues sans écriture ou codes de pays en développement ou isolé,; les linguistes préféreraient le terme "langage familier" dans ces cas-ci.

## Différence entre «langue» et «dialecte»
Certains linguistes estiment que la distinction entre « dialecte » et « langue » n'est pas pertinente d'un point de vue linguistique. En effet, la revendication pour un idiome du statut de langue ou, au contraire, son maintien au statut de dialecte tient souvent plus à des motifs politiques (glottopolitiques) que linguistiques proprement dit,,. Sur le plan strictement scientifique (linguistique interne), il n'existe pas de critère universellement accepté permettant de distinguer un dialecte d'une langue. De façon générale, une connotation positive est attachée au terme de « langue » tandis que « dialecte » est considéré plus négativement, ceci ayant nui à une approche neutre et inéquivoque de la part des linguistes et favorisé les prises de positions « partiales et tendancieuses ». Des linguistes éminents (comme Ferdinand de Saussure, fondateur de la linguistique moderne) ont émis des réserves sur la validité de la distinction entre les deux notions sur le plan scientifique. Pour souligner l'arbitraire de la distinction entre langue et dialecte, le linguiste yiddish Max Weinreich a popularisé l'aphorisme « une langue est un dialecte avec une armée et une marine ».
Néanmoins, dans de nombreux cas la différence est considérée comme pertinente et justifiée par des facteurs sociaux ou historiques variés.

### Politique
Une langue serait un dialecte ayant obtenu un statut officiel. En ce sens, le français envisagé comme langue standard peut être considéré comme un dialecte de la langue d'oïl qui a pris le pas sur les autres variantes.

### Social
Une langue serait un dialecte ayant obtenu un prestige social et culturel. Une langue peut en particulier se différencier d'un dialecte par son usage et l'existence d'une tradition littéraires ; on parle alors fréquemment de « langue de culture » ou de « langue littéraire ».

### Rôle des langues standards
Dans la représentation commune, la « langue » est couramment identifiée avec la langue standard (fréquemment la langue officielle d'un ou plusieurs États), qui n'est à proprement parler qu'une des variétés de la langue. Les idiomes non standardisés, et de ce fait hors de cette norme, sont qualifiés de « dialecte », « patois », « rural », parfois d'un péjoratif « vulgaires ». On les désigne cependant comme langues, quand elles sont accompagnées du qualificatif « locales », « régionales », « minoritaires »,,. De même, il peut conduire à penser que deux modalités linguistiques subordonnées à des standards différents appartiennent automatiquement à des langues distinctes. Il présente l’avantage de permettre un découpage simple des idiomes en groupes de langues, là où des critères strictement linguistiques ne permettent bien souvent pas d'établir de frontières nettes au sein de grands continuums dialectaux. L'existence d'un modèle de langue standard peut également jouer un rôle déterminant dans la cohésion d'une communauté linguistique en favorisant chez les locuteurs la conscience d'appartenance à celle-ci.

### Démographique
Une langue serait un dialecte parlé par un nombre étendu de personnes. La relativité et la subjectivité d'un tel critère le rendent toutefois d'une pertinence discutable. Par exemple, le basque ne ressemble pas du tout aux langues locales parlées dans les régions voisines et témoigne donc de l'existence d'un peuple ancien.

### Historique
Un autre point de vue possible, moins subjectif mais en pratique peu fonctionnel, est d'envisager les termes de « langue » et « dialecte » sous l'angle de la linguistique historique : on pourrait parler de « dialectes » pour désigner des variétés ayant une origine commune (qui serait dans ce cas la « langue ») mais s'étant différenciées à la suite d'un processus historique. Ainsi, les langues romanes actuelles par exemple seraient considérées comme des dialectes du latin.
Un autre exemple important est celui des langues bantoues, qui du bassa au swahili sont devenues au cours des âges, sans doute à la suite d'une activité commerciale constante, le fonds commun d'une zone très étendue de l'Afrique tant francophone qu'anglophone, à travers des langues spécifiques très diverses.

### Intercompréhension
La distinction entre « langue » et « dialecte » serait basée sur la possibilité d'une compréhension mutuelle, l'intercompréhension. Les locuteurs de dialectes différents se comprenant mutuellement parleraient des dialectes de la même langue. Les locuteurs qui ne se comprennent pas parleraient des dialectes de langues différentes.
Ce point de vue est également critiquable car il est relatif. Par exemple dans le cas de l'allemand, on sait que des variétés de bas allemand et de haut allemand ne sont parfois pas mutuellement intelligibles, bien que les locuteurs parviennent généralement à s'entendre grâce à leur connaissance de l'allemand standard (lui-même basé sur le second groupe). De même en espagnol, les locuteurs habitués au castillan standard peuvent éprouver des difficultés à comprendre des locuteurs s'exprimant dans certaines variétés andalouses particulièrement prononcées ou des variétés d'espagnol hispano-américaines.
En définitive, l'intercompréhension entre deux locuteurs de variétés différentes est fortement conditionnée par leur simple bonne volonté de se comprendre ou non, tout en dépendant également d'autres facteurs personnels variés (familiarité avec les autres variétés, connaissances linguistiques ou culture générale). La compréhension n'est de plus pas nécessairement réciproque : un locuteur du portugais qui n'a aucune connaissance de l'espagnol comprendra, par exemple, facilement un hispanophone dans de nombreux cas, mais la réciproque n’étant pas toujours vraie. Un italophone et un hispanophone pourront au contraire parvenir à une assez bonne intercompréhension au prix de peu d’effort bien qu’ils parlent des idiomes qui sont unanimement considérés comme des langues différentes,,.

### D'autres critères de classification des idiomes
Pour dépasser les écueils posés par la classification des idiomes en langues et dialectes, des sociolinguistes ont élaboré d'autres systèmes de classifications (voir par exemple typologie sociolinguistique des langues).